# (1945) Wesselink
(1945) Wesselink es un asteroide perteneciente al cinturón de asteroides descubierto por Hendrik van Gent desde la estación meridional de Leiden en Johannesburgo, República Sudaficana, el 22 de julio de 1930.

## Designación y nombre
Wesselink fue designado al principio como 1930 OL.
Más tarde se nombró en honor del astrónomo neerlandés Adriaan Jan Wesselink (1909-1995).

## Características orbitales
Wesselink orbita a una distancia media de 2,553 ua del Sol, pudiendo alejarse hasta 3,015 ua y acercarse hasta 2,091 ua. Su excentricidad es 0,181 y la inclinación orbital 4,226°. Emplea 1490 días en completar una órbita alrededor del Sol.